# Perizoma cretinotata
Perizoma cretinotata là một loài bướm đêm trong họ Geometridae.